# Pagano della Torre (XIV secolo)
Pagano della Torre (... – 18 dicembre 1332) è stato un patriarca cattolico italiano.

## Biografia
Figlio di Orsina Mondelli e di Caverno - podestà di Mantova, morto nel 1280 a Baradello, che fu fratello di Napoleone, detto Napo, signore di Milano, e di Raimondo, patriarca di Aquileia - appartenne alla nobile famiglia milanese dei della Torre, insediatasi in Friuli dopo la cacciata di Napoleone della Torre da Milano, a seguito della sconfitta nella battaglia di Desio.
Dopo essere stato vescovo di Padova dal 1302 al 1319, successe allo zio Cassono della Torre come patriarca di Aquileia (si era già candidato a tale carica, senza successo, nel 1302). Pagano fu anche nominato nel 1318 capitano a Trieste.
Il patriarca partecipò anche alla crociata contro i Visconti per la riconquista di Milano da parte dei della Torre, finanziata con la vendita d'indulgenze (pubblicate a Trieste il 13 gennaio 1322). Subì però due pesanti sconfitte a Bassignana (6 luglio 1322) e Vaprio (16 agosto 1324) e dovette rinunciare alle mire sulla città di Milano. Rientrato in Friuli risiedette ad Udine, favorendo i Savorgnan e altri nobili, frattanto il parlamento si andava affermando anche in campo esecutivo. I debiti causati dalle guerre tuttavia lo costrinsero a vendere la mitra e la biblioteca.
L'aumento della tassazione indusse Rovigno (1330), Pola (1331), Valle (22 dicembre 1332) e altre città istriane a fare atto di dedizione alla Serenissima. Come risposta il patriarca ordina il saccheggio dei territori veneziani in Istria ma è catturato da Giovanni Corner; la pace è mediata dal papa Giovanni XXII (1332).

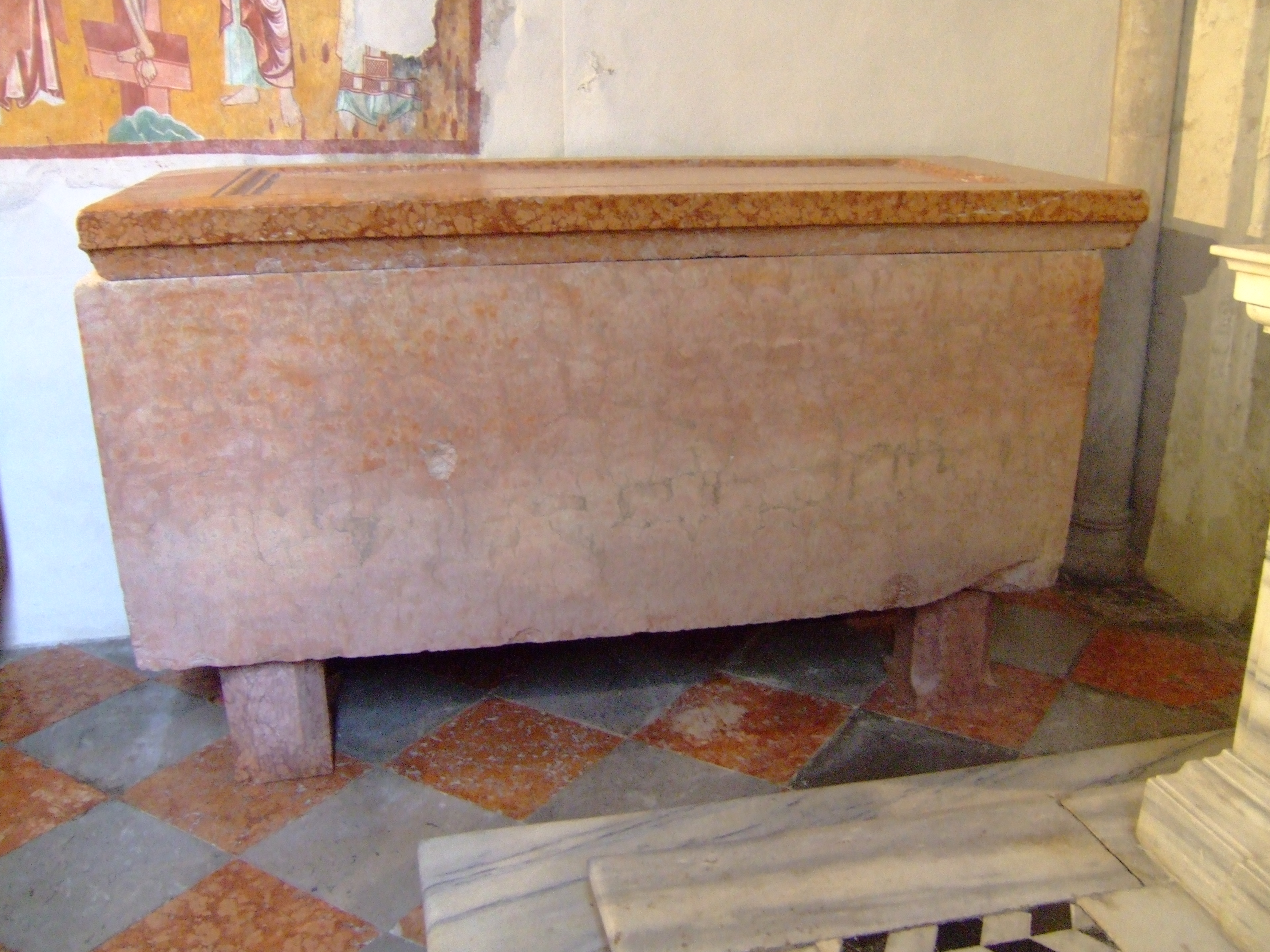
Tomba di Pagano della Torre nella Basilica di Aquileia.

Un'altra guerra fu combattuta dal patriarca per respingere le truppe dell'imperatore Ludovico “Il Bavaro” che effettuò una spedizione in Friuli nel 1328; Pagano si alleò con Mastino II della Scala signore di Verona, riuscendo a bloccare i passi alpini all'imperatore (1332).
Il gastaldo di Cividale, dopo lunghe e tuttavia infruttuose lotte contro i briganti che infestavano le rotte commerciali attraverso le Alpi Giulie, concesse loro un diploma che li autorizzava ad esercitare la loro attività eccetto che nel Canale di Tolmino (1324), dove passavano le vie commerciali del patriarcato.
Enrico II conte di Gorizia si accordò con il patriarca, rinunciando alla carica di capitano generale del Friuli in cambio delle terre acquisite, di una rendita e della Carnia in pegno; quando, nel 1320, venne nominato anche capitano di Trieste la sua famiglia raggiunse l'apice della sua potenza; apice che non verrà mai più raggiunto.
Durante il periodo di patriarcato di Pagano si ha la prima menzione dell'uso di armi da fuoco in Friuli, durante l'assedio del castello di Villalta del 1331 un cronista annota l'uso di balistabant cum sclopo.
Dante Alighieri soggiornò per un breve periodo ad Udine e a Duino ospite di Ugone VI, proprio durante il patriarcato di Pagano (molti degli esuli ghibellini di Firenze si erano rifugiati proprio a Trieste, dandosi al commercio).
È sepolto nella Cappella di Sant'Ambrogio o dei Torriani nella Basilica di Aquileia.

## Genealogia episcopale
La genealogia episcopale è:
- Cardinale Giovanni Boccamazza
- Patriarca Pagano della Torre